# Callistoctopus luteus
Callistoctopus luteus is een inktvissensoort uit de familie van de Octopodidae. De wetenschappelijke naam van de soort werd voor het eerst geldig gepubliceerd in 1929 door Sasaki als Polypus luteus.